# يويل سولا
يويل سولا (بالإسبانية: Yoel Sola)‏ (10 أبريل 1992 ببنبلونة في إسبانيا - ) هو لاعب كرة قدم إسباني في مركز الوسط. لعب مع أوساسونا وبينيا سبورت وأوساسونا ب وCD Izarra ‏ وUDC Txantrea ‏.

## وصلات خارجية
- يويل سولا على موقع قاعدة بيانات كرة القدم.إي يو (الإنجليزية)
- يويل سولا على موقع Soccerway.com (الإنجليزية)